# کلیا (مصر)

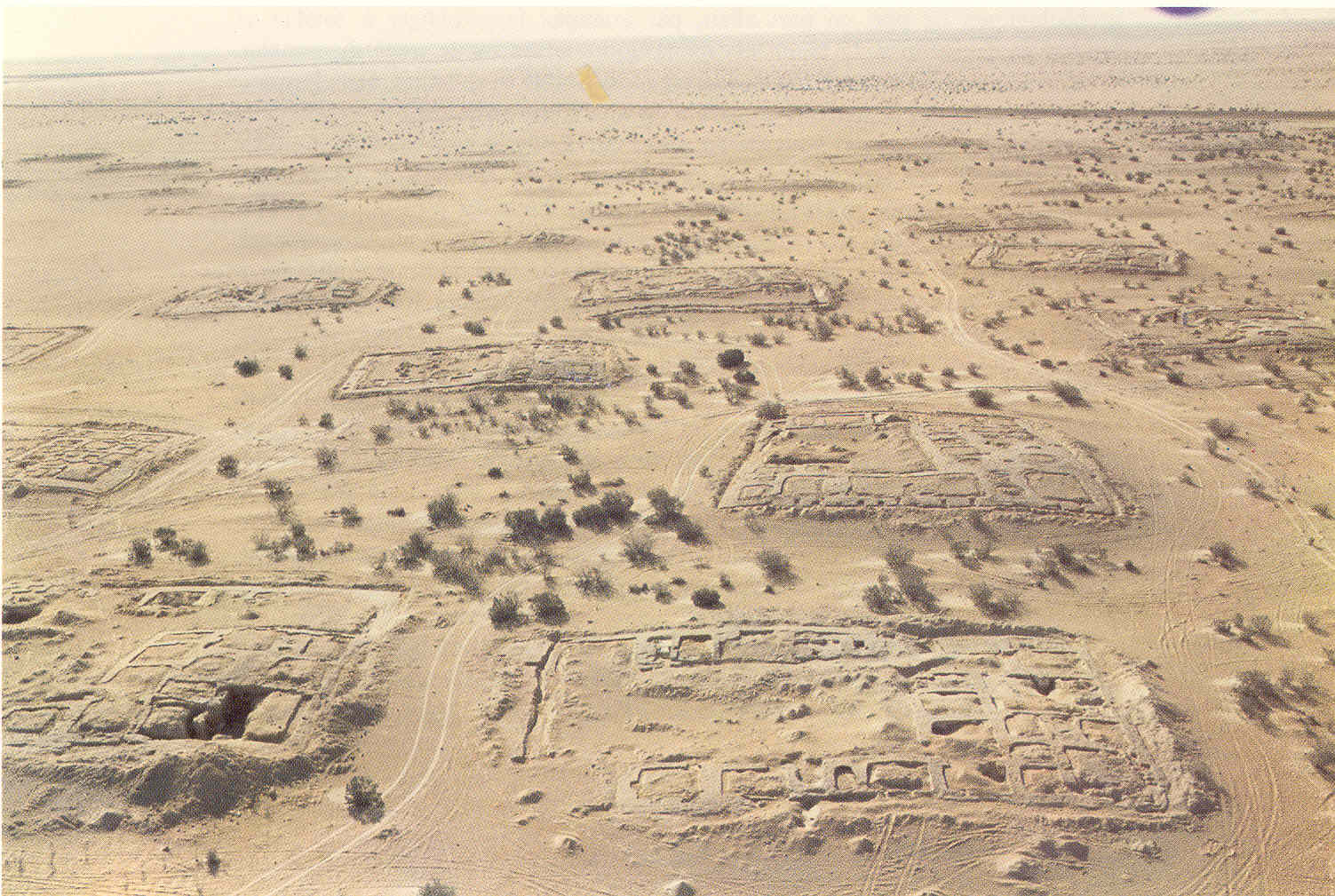
کلیا

کلیا (انگلیسی: Kellia) که به عنوان «درونی‌ترین بیابان» شناخته می‌شود، یک جامعه رهبانی مسیحی مصری قرن چهارم بود که در کیلومترهای مربع در صحرای نیترین در حدود ۴۰ مایلی جنوب اسکندریه گسترده شده بود.